# Badminton nos Jogos Olímpicos de Verão de 1992
A competição de badminton nos Jogos Olímpicos de Verão de 1992 foi realizada oficialmente pela primeira vez nos Jogos olímpicos em Barcelona, Espanha. As disputas duraram de 28 de julho a 2 de agosto no complexo esportivo Pavelló de la Mar Bella.

## Eventos
Masculino: Individual | Duplas

Feminino: Individual | Duplas

## Individual masculino
| Pos. | País      | Atletas                |
| ---- | --------- | ---------------------- |
|      | Indonésia | Alan Budikusuma        |
|      | Indonésia | Ardy Wiranata          |
|      | Dinamarca | Thomas Stuer-Lauridsen |
|      | Indonésia | Hermawan Susanto       |

### Quartas de final - Individual masculino
A equipe da Indonésia colocou três competidores nas semifinais.
| Hermawan Susanto, INA       | (15-2, 14-17, 17-14) | Zhao Jianhua, CHN           |
| Ardy Wiranata, INA          | (15-10, 15-12)       | Poul-Erik Høyer Larsen, DEN |
| Alan Budikusuma, INA        | (15-9, 15-4)         | Kim Hak Kyun, KOR           |
| Thomas Stuer-Lauridsen, DEN | (15-2, 15-8)         | Rashid Sidek, MAS           |

### Semifinal - Individual masculino
Dois indonésios venceram seus confrontos e disputaram a medalha de ouro.
| Ardy Wiranata, INA   | (10-15, 15-9, 15-9) | Hermawan Susanto, INA       |
| Alan Budikusuma, INA | (18-14, 15-8)       | Thomas Stuer-Lauridsen, DEN |

### Final - Individual masculino
| Alan Budikusuma, INA | (15-2, 18-13) | Ardy Wiranata, INA |

## Individual feminino
| Pos. | País          | Atletas       |
| ---- | ------------- | ------------- |
|      | Indonésia     | Susi Susanti  |
|      | Coreia do Sul | Bang Soo Hyun |
|      | China         | Huang Hua     |
|      | China         | Tang Jiuhong  |

### Quartas de final - Individual feminino
| Susi Susanti, INA  | (11-6, 11-1)        | Somharuthai Jaroensiri, THA   |
| Huang Hua, CHN     | (11-3, 10-12, 11-0) | Lee Heung-Soon, KOR           |
| Bang Soo Hyun, KOR | (11-2, 3-11, 12-11) | Sarwendah Kusumawardhani, INA |
| Tang Jiuhong, CHN  | (11-9, 11-1)        | Anna Lao, AUS                 |

### Semifinal - Individual feminino
| Susi Susanti, INA  | (11-4, 11-1) | Huang Hua, CHN    |
| Bang Soo Hyun, KOR | (11-3, 11-2) | Tang Jiuhong, CHN |

### Final - Individual feminino
| Susi Susanti, INA | (5-11, 11-5, 11-3) | Bang Soo Hyun, KOR |

## Duplas masculino
| Pos. | País          | Atletas                    |
| ---- | ------------- | -------------------------- |
|      | Coreia do Sul | Kim Moon-Soo Park Joo-Bong |
|      | Indonésia     | Eddy Hartono Rudy Gunawan  |
|      | China         | Li Yongbo Tian Bingyi      |
|      | Malásia       | Razif Sidek Jalani Sidek   |

### Quartas de final - Duplas masculino
| Kim Moon-Soo / Park Joo-Bong, KOR | (15-7, 15-4)          | Rexy Mainaky / Ricky Subagja, INA    |
| Razif Sidek / Jalani Sidek, MAS   | (15-5, 15-4)          | Shuji Matsuno / Shinji Matsuura, JPN |
| Li Yongbo / Tian Bingyi, CHN      | (15-11, 12-15, 17-14) | Jan Paulsen / Henrik Svarrer, DEN    |
| Eddy Hartono / Rudy Gunawan, INA  | (15-4, 18-15)         | Lee S. / Shon Jin Hwan, KOR          |

### Semifinal - Duplas masculino
| Kim Moon-Soo / Park Joo-Bong, KOR | (15-11, 15-13) | Razif Sidek / Jalani Sidek, MAS |
| Eddy Hartono / Rudy Gunawan, INA  | (15-9, 15-8)   | Li Yongbo / Tian Bingyi, CHN    |

### Final - Duplas masculino
| Kim Moon-Soo / Park Joo-Bong, KOR | (15-11, 15-7) | Eddy Hartono / Rudy Gunawan, INA |

## Duplas feminino
| Pos. | País          | Atletas                        |
| ---- | ------------- | ------------------------------ |
|      | Coreia do Sul | Hwang Hye Young Chung So-Young |
|      | China         | Guan Weizhen Nong Qunhua       |
|      | Coreia do Sul | Gil Young Ah Shim Eun Jung     |
|      | China         | Lin Yan Fen Yao Fen            |

### Quartas de final - Duplas feminino
| Hwang Hye Young / Chung So-Young, KOR | (15-5, 15-5)  | Julie Bradbury / Gillian Clark, GBR      |
| Lin Yan Fen / Yao Fen, CHN            | (18-13, 15-5) | Anna Lao / Rhonda Cator, AUS             |
| Gil Young Ah / Shim Eun Jung, KOR     | (15-8, 15-3)  | Finarsih / Lili Tampi, INA               |
| Guan Weizhen / Nong Qunhua, CHN       | (15-4, 15-9)  | Catrine Bengtsson / Maria Bengtsson, SWE |

### Semifinal - Duplas feminino
| Hwang Hye Young / Chung So-Young, KOR | (15-9, 15-8)        | Lin Yan Fen / Yao Fen, CHN        |
| Guan Weizhen / Nong Qunhua, CHN       | (15-12, 2-15, 15-8) | Gil Young Ah / Shim Eun Jung, KOR |

### Final - Duplas feminino
| Hwang Hye Young / Chung So-Young, KOR | (18-16, 12-15, 15-13) | Guan Weizhen / Nong Qunhua, CHN |

## Quadro de medalhas do badminton
| Pos. | País              | Ouro | Prata | Bronze | Total |
| 1    | INA Indonésia     | 2    | 2     | 1      | 5     |
| 2    | KOR Coreia do Sul | 2    | 1     | 1      | 4     |
| 3    | CHN China         | 0    | 1     | 4      | 5     |
| 4    | DEN Dinamarca     | 0    | 0     | 1      | 1     |
| 4    | MAS Malásia       | 0    | 0     | 1      | 1     |